# Musée de l'Abeille (Tilff)
Le Musée de l'Abeille est situé à l'arrière du Château Brunsode à Tilff dans la commune d'Esneux (Province de Liège- Belgique).

## Historique
La Confrérie du Grand Apier de Tilves, fondée en 1973, se veut l’ardent défenseur de l’abeille et de l’apiculture.
Le musée ouvre ses portes en 1974.

## Situation
Le musée se trouve au centre de Tilff. Il occupe une dépendance du Château Brunsode.

## Description
Le musée est subdivisé en quatre sections :
- une section Exposition où sont rassemblés les objets anciens et modernes, locaux et internationaux utilisés en apiculture
- une section audio-visuelle où plusieurs montages illustrent l’activité des abeilles aux différentes périodes de leur vie
- une section vivante où deux ruches vitrées permettent d’observer le travail des abeilles
- une section scientifique où des collections d’insectes et de nids situent l’abeille domestique par rapport aux autres hyménoptères[2]

Un fichier de livres et de revues traitant de l’abeille et de l’apiculture sont mis à la disposition des visiteurs.

## Visite
Le musée est ouvert tous les jours de 10 à 12 h et de 14 à 18 h en juillet et août et les samedis et dimanches de 14 à 18 h en avril, mai, juin et septembre.